# Королевская свадьба
«Королевская свадьба» (англ. Royal Wedding) — американская музыкальная комедия 1951 года. Фильм находится в общественном достоянии в США.

## Сюжет
Танцоры из Нью-Йорка Том Боуэн (Фред Астер) и его сестра Эллен (Джейн Пауэлл) получают приглашение в Лондон на свадьбу королевы Елизаветы II. По дороге в Великобританию Эллен влюбляется в лорда Блиндейла, а Том в Лондоне встречает талантливую танцовщицу Энн Эшмонд.

## В ролях
- Фред Астер — Том Боуен
- Джейн Пауэлл — Эллен Боуен
- Питер Лоуфорд — лорд Джон Блиндейл
- Сара Черчилль — Энн Эшмонд
- Кинан Уинн — Ирвинг Клингер / Эдгар Клингер
- Альберт Шарп — Джеймс Эшмонд
- Беа Аллен
- Уилсон Бендж
- Маргарет Берт
- Френсис Бетенкур
- Джеймс Финлейсон — таксист (в титрах не указан; последняя роль актёра)

## Факты
Изначально роль Эллен получила Джуди Гарленд, однако актриса в этот период испытывала серьёзные проблемы с физическим и психическим здоровьем, из-за чего срывала съёмки. Руководители студии Metro-Goldwyn-Mayer решили заменить её на Джейн Пауэлл, а с Гарленд расторгли контракт, который был рассчитан ещё на два года.

## Награды и номинации
- Оскар: Лучшая песня — Too Late Now — номинация